# Беспалов, Юрий Александрович
Юрий Александрович Беспалов (род. 7 февраля 1939, г. Магнитогорск, Челябинская область) — советский и российский государственный и хозяйственный деятель. Депутат Верховного Совета СССР 11-го созыва.

## Образование
- 1961 год — окончил Казанский химико-технологический институт им. С. М. Кирова.
- 1984 год — окончил Академию общественных наук при ЦК КПСС.
- Доктор технических наук.

## Карьера
- 1961—1965 — инженер-технолог, старший инженер-технолог завода «Электрохимприбор» (ФГУП «комбинат Электрохимприбор»), Свердловск-45.
- 1965—1971 — начальник производственного отдела, главный инженер завода пластмассовых изделий, Минская область.
- 1971—1979 — заведующий отделом, главный инженер Охтинского НПО «Пластполимер», Ленинград.
- 1979—1984 — инструктор, консультант Отдела химической промышленности ЦК КПСС.
- 1984—1986 — референт Секретаря ЦК КПСС, заместитель заведующего Отделом химической промышленности ЦК КПСС.
- 1986—1989 — министр химической промышленности СССР.
- 1989—1991 — первый заместитель председателя Госкомитета СССР по науке и технике — председатель Госкомитета по изобретениям и открытиям, член Президиума Комитета по Ленинским и Государственным премиям СССР в области науки и техники при Совете Министров СССР.
- 1991 — председатель Государственного патентного агентства СССР.
- 1992—1993 — работал в Аппарате Правительства России.
- 1993—1994 — заместитель председателя Российского фонда федерального имущества.
- 1994—1996 — руководитель промышленного департамента аппарата Правительства РФ.
- 1996—1997 — министр промышленности России.
- 1997—1998 — президент нефтяной компании «Роснефть».
- 1990—1996 — заведующий кафедрой переработки пластмасс Московского химико-технологического института им. Д. И. Менделеева.
- В 1999 году баллотировался в Государственную думу ФС РФ 3 созыва от «Блока Жириновского» (номер 3 списка партии по Южному региону), будучи членом ЛДПР. Избран не был.

## Награды
- орден «Знак Почёта»
- Лауреат Государственной премии СССР